# Gloeoporus citrinus
Gloeoporus citrinus är en svampart som beskrevs av Ryvarden 1975. Gloeoporus citrinus ingår i släktet Gloeoporus och familjen Meruliaceae.   Inga underarter finns listade i Catalogue of Life.